# فهرست افراد بر روی تمبرهای پستی ارمنستان
در زیر فهرست افرادی که به افتخاراشان تمبرهای پستی در جمهوری ارمنستان چاپ شده آورده شده‌است:

## آ
- خاچاطور آبوویان (۲۰۰۹)
- گریگور آرتسرونی، نویسنده (۱۹۹۵)
- آنوشاوان آرزومانیان (۲۰۰۴)
- آلبرت آزاریان (۲۰۰۹)
- قوند آلیشان، نویسنده (۱۹۹۵)
- واختانگ آنانیان (۲۰۰۵)
- آناهید
- آرتمی آیوازیان (۲۰۰۲)

## الف
- آندرانیک اوزانیان (۲۰۰۸)
- Hovhannes Issakov, دریاسالار (۱۹۹۵)
- آوتیک ایساهاکیان

## ب
- آرنو باباجانیان، آهنگساز (۱۹۹۷)
- هامازاسپ باباجانیان، Chief Marshal of the Armored troops اتحاد شوروی (۱۹۹۵)
- آراکل باباخانیان (۲۰۱۰)
- H. Babayan, سرباز (۱۹۹۵)
- گوورگ باشینجانیان (۲۰۰۷)
- ایوان باقرامیان، مارشال اتحاد شوروی (۱۹۹۵)

## پ
- رافائل پاتکانیان (۲۰۰۵)
- سرگئی پاراجانف،
- تیگران پتروسیان، قهرمان شطرنج (۱۹۹۶)
- هوسپ پوشمان (۲۰۰۲)

## ت
- پانوس ترلمزیان (۲۰۱۵)
- واهان تکیان
- توذوی تورامانیان (۲۰۱۴)
- هوهانس توسیان (۲۰۰۲)

## ج
- جیوانی، خواننده فولک (۱۹۹۷)

## چ
- یقیشه چارنتس، شاعر (۱۹۹۷)
- en:B. Chernikov, سرباز (۱۹۹۵)

## خ
- آرام خاچاطوریان (۲۰۰۳)
- مگردیچ خریمیان، کاتولیکوس (۱۹۹۶)

## د
- پرنسس دایانا،
- کارن دمیرچیان
- en:M. Dobrovolsky, سرباز (۱۹۹۵)

## ر
- رافی(۲۰۱۰)
- رامبراند

## ز
- en:S. Zakian, سرباز (۱۹۹۵)
- استپان زوریان، شاعر

## س
- ویلیام سارویان (۲۰۰۸)
- مارتیروس ساریان
- هامو ساهیان (۲۰۱۴)
- مارکار ستراکیان (۲۰۰۷)
- سیامانتو
- نورایر سیساکیان (۲۰۰۷)

## ش
- لوون شانت (۱۹۹۴)
- آرتاشس شاهینیان (۲۰۰۶)
- هرانت شاهینیان (۲۰۰۹)
- گوسان شرام
- آلکساندر شیروانزاده (۲۰۰۸)

## ف
- آناتول فرانس (۲۰۱۵)

## ک
- هنریک کاسپاریان
- en:P. Kitsook, سرباز (۱۹۹۵)

## گ
- الکساندر گریبایدوف، نویسنده (۱۹۹۶)
- Y. Grechany, سرباز (۱۹۹۵)
- ژان گرزو Carzou (2008)

## ل
- en:I. Lyudnikov, سرباز (۱۹۹۵)

## م
- نیکوغایوس مار (۲۰۱۴)
- روبن مامولیان، کارگردان فیلم (۱۹۹۷)
- میساک مانوچیان (۲۰۱۵)
- سرگئی مرکوروف (۲۰۰۶)
- فرونزیک مکرتچیان، هنرپیشه
- فاینا ملنیک

(2010)
- مونته ملکونیان
- آلکساندر ملیک-پاشاف (۲۰۰۵)
- ولفگانگ موتسارات (۲۰۰۶)
- موراتسان
- هنری مورگنتائو (۲۰۱۵)
- آرتم میکویان (۲۰۰۵)

## ن
- باگرات نالباندیان (۲۰۰۷)
- میکائل نالباندیان
- فریتیوف نانسن، Arctic explorer (۱۹۹۶)
- ایگور نویکوف (۲۰۰۹)

## و
- یوریک واردانیان (۲۰۱۰)
- w:en:Vazgan I, کاتولیکوس (۱۹۹۵)
- w:en:A. Vasillian, سرباز (۱۹۹۵)
- فرانتس ورفل، نویسنده (۱۹۹۵)
- ولادیمیر ویسوتسکی (۲۰۱۵)

## ی
- ولادیمیر ینگیباریان (۲۰۱۰)
- en:Sergey Khoudyakov, سرباز (۱۹۹۵)
- en:Ervand Otian (1994)
- en:N. Safarian, سرباز (۱۹۹۵)
- en:A. Sargissin, سرباز (۱۹۹۵)
- en:Lazar Serbryakov, دریاسالار (۱۹۹۶)
- en:G. Sorokin, سرباز (۱۹۹۵)
- en:N. Tavartkeladze, سرباز (۱۹۹۵)
- Peyo Yavorov (2008

## نگارخانه

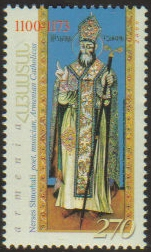
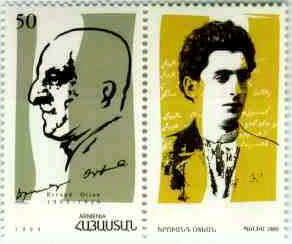
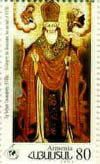
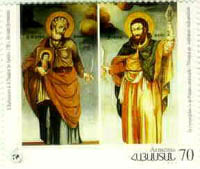
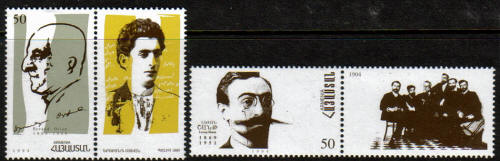
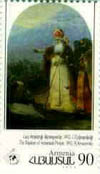
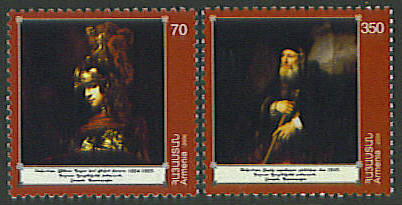
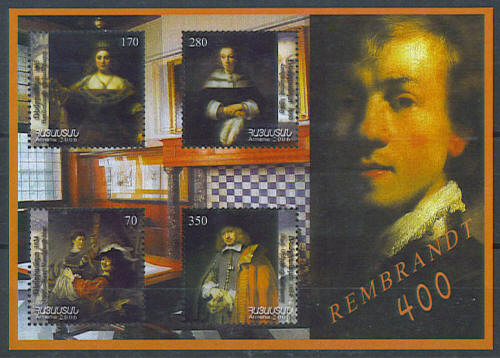
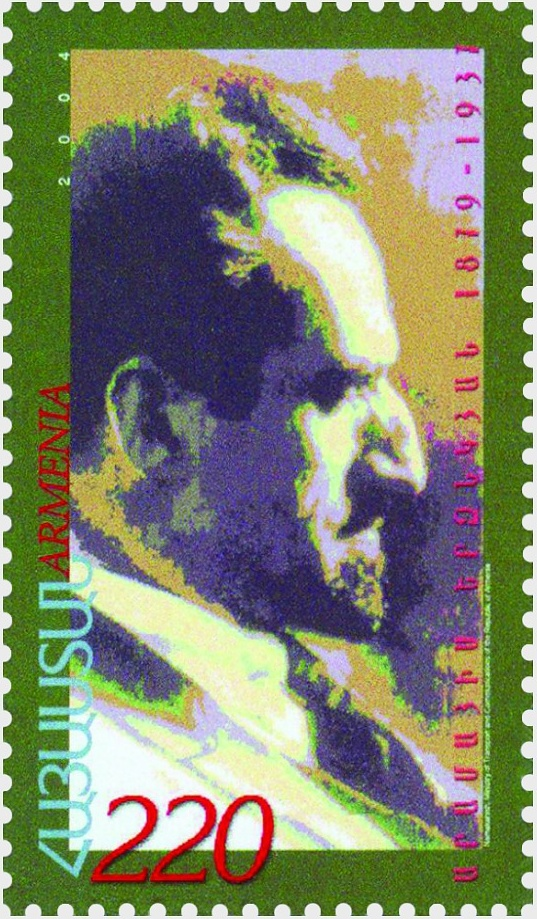
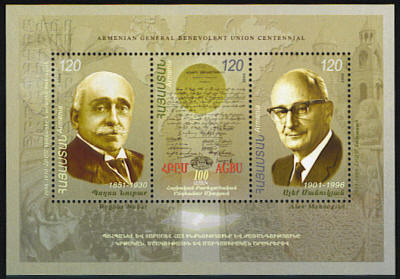
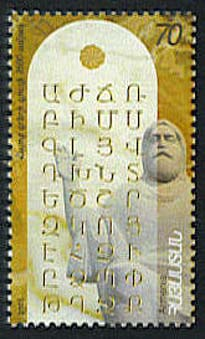
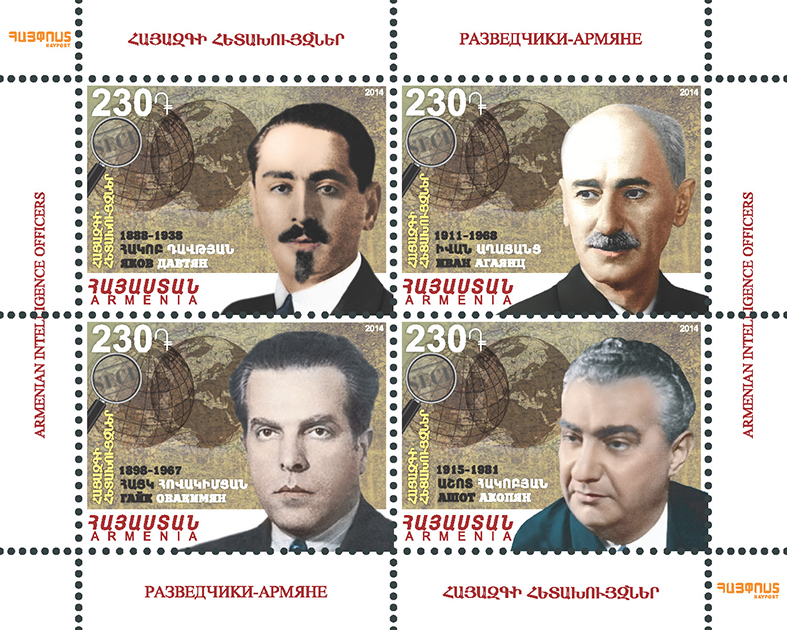

https://commons.wikimedia.org/wiki/Category:Stamps_of_Armenia,_2011
https://commons.wikimedia.org/wiki/Category:Stamps_of_Armenia,_2010
https://commons.wikimedia.org/wiki/Category:Stamps_of_Armenia,_2012
https://commons.wikimedia.org/wiki/Category:Stamps_of_Armenia,_2013
https://commons.wikimedia.org/wiki/Category:Stamps_of_Armenia,_2014
...